# Inhibiteur de monoamine oxydase
Pour les articles homonymes, voir IMAO.
 (mars 2012).
Si vous disposez d'ouvrages ou d'articles de référence ou si vous connaissez des sites web de qualité traitant du thème abordé ici, merci de compléter l'article en donnant les références utiles à sa vérifiabilité et en les liant à la section « Notes et références ».
Les inhibiteurs de monoamine-oxydase (inhibiteurs MAO ou IMAO) constituent une classe d'antidépresseurs utilisés dans le traitement de la dépression.
Ils sont moins souvent prescrits que les autres antidépresseurs, souvent lorsque les patients ne sont pas sensibles aux autres traitements, à cause de leurs interactions avec d'autres médicaments et avec certains aliments riches en tyramine qui peuvent entraîner des réactions hypertensives.
Concernant le régime alimentaire, certains aliments doivent être évités et d'autres peuvent être consommés avec modération (ex. : une seule portion par jour).
Ces inhibiteurs peuvent cibler les monoamines-oxydases type A, B ou les deux.
Les inhibiteurs de la MAO-B sont utilisés dans la maladie de Parkinson.

## Mode d'action
Comme leur nom l'indique, les IMAO inhibent l'activité des monoamines-oxydases, un groupe d'enzymes dégradant les monoamines comme la sérotonine, et les catécholamines (dopamine et noradrénaline notamment). Ils entraînent donc l'augmentation de la concentration de ces neurotransmetteurs dans les synapses.
Il est également possible que la fumée de cigarette contienne des IMAO, ralentissant la dégradation de dopamine, et ainsi soutenant l'addiction déjà présente à la nicotine.

## Quelques IMAO

### Monoamine oxydase-A
- Moclobémide (Moclamine) inhibiteur sélectif et réversible de la monoamine oxydase-A[5]
- Toloxatone (Humoryl) inhibiteur de la monoamine oxydase-A ayant une action légère sur la monoamine oxydase-B[6].

### Monoamine oxydase-B
- Sélégiline (Deprenyl, Emsam) IMAO-B utilisé dans le traitement de la maladie de Parkinson[7] et de la dépression.
- Rasagiline (Azilect au Canada) IMAO-B utilisé dans le traitement de la maladie de Parkinson[8].

Leur utilisation en monothérapie contre la maladie de Parkinson est réservée au stade précoce[réf. nécessaire]. Ces médicaments peuvent également être combinés avec la levodopa pour les patients présentant un stade plus avancé de la maladie. En combinaison, ils permettent de diminuer les fluctuations motrices associées au traitement à long terme de levodopa. Les effets secondaires de ces médicaments sont des nausées, céphalées et de la confusion chez les patients âgés. La sélégiline peut également causer de l'insomnie et la rasagiline serait mieux tolérée chez les patients âgés[réf. nécessaire].
Ces médicaments présentent un potentiel d'interaction avec tous les médicaments qui touchent la sérotonine (mépéridine, tramadol, dextrométhorphane, inhibiteur sélectif de la recapture de la sérotonine, antidépresseur tricyclique), car une prise concomitante peut occasionner un syndrome sérotoninergique. La rasagiline a la particularité d'être métabolisée par le cytochrome 1A2 (voir cytochrome P450) au foie et présente donc une interaction avec les inhibiteurs de ce cytochrome comme la fluvoxamine (Luvox) ou la ciprofloxacine (Cipro). Aux doses usuellement employées dans la maladie de Parkinson, on dénote l'absence de l'interaction alimentaire avec la tyramine, car les IMAO-B ont une bonne sélectivité.
Les doses pour la maladie de Parkinson sont les suivantes :
- sélégiline : dose initiale 2,5–5 mg/jour, dose usuelle 5–10 mg/jour BID (matin et soir). L'inhibition non sélective de la tyramine débute à une dose supérieure à 10 mg ;
- rasagiline : dose initiale 0,5 mg/jour, dose usuelle 1 mg (monothérapie) ou 0,5  à   1 mg (association L-DOPA). L'inhibition non sélective de la tyramine débute à une dose supérieure à 2 mg[réf. nécessaire].

### Inhibiteurs mixtes
- iproniazide (Marsilid) (inhibiteur non sélectif et irréversible des monoamines oxydases A et B). Elle inhibe également d'autres enzymes. Dans la dépression, ce n'est pas un médicament de première intention, principalement en raison de ses effets indésirables et de ses interactions.
- la passiflore (Passiflora incarnata) et la rue de Syrie (Peganum harmala) contiennent des inhibiteurs réversibles de la monoamine oxydase.

L’amphétamine et la méthamphétamine sont des puissants inhibiteurs de la monoamine oxydase.

## Syndrome de discontinuation associé aux antidépresseurs
L'arrêt ou la réduction marquée d'un traitement IMAO peut provoquer un syndrome de discontinuation associé aux antidépresseurs.

## lien externe
- liste des substances à éviter ou à modérer pendant un traitement IMAO sur l'UNAFAM